# Мальчик из Сталинграда (фильм)
«Мальчик из Сталинграда» (англ. «The Boy from Stalingrad») — американский военный фильм 1943 года режиссёра Сиднея Салкова, о группе детей — пятерых русских и одном англичанине, которые, оставшись в разрушенной деревне под Сталинградом, на сутки задержали немецкую танковую дивизию.

## Сюжет
Немцы прорываются к Сталинграду. Жители окрестных деревень ведут на полях спешную уборку урожая зерна, к которой привлечены и дети. Когда на горизонте появляются немецкие танки, поля поджигают и спешно уходят. Отступая, Надя и её дети находят раненого английского мальчика Томми. Его отец работал в СССР инженером на строительстве ГЭС, всю семью немцы расстреляли, а Томми выжил. Они не могут бросить юного англичанина, поэтому решают не эвакуируются, а возвращаются с ним в свою деревню, которая уже разрушена. В развалинах находят чудом выжившего малыша.
Дети прячутся в подвале разрушенного дома. Коля, как самый старший из ребят, совершает вылазки на поиски еды. Как-то он обнаруживает немецкий танковый лагерь и повреждает танк. Нацистский майор-командир посылает людей на разведку в разрушенную деревню, где немцы попадают под беспорядочный огонь. Обстрел ведут дети из найденного оружия. Майор решает, что в деревне большой партизанский отряд, и чтобы в тылу не оставлять противника, останавливает своё наступление, чтобы уничтожить его.
Фашистские солдаты захватывают подростка Гришу, который притворяется туповатым, и майор, отпускает его, думая, что тот приведет его к партизанам. Но Гриша заводит его в ловушку, где дети захватывают майора. Немцы, разыскивая своего командира, идут на штурм деревни, обороняемой горсткой детей…
Финал фильма, что признают даже его критики, неожиданный, достаточно впечатляющий, жёсткий — почти всех детей одного за другим нацисты находят и убивают, спастись удаётся лишь двоим.
Раненого Томми, как англичанина, немцы доставляют к командованию, но он взрывает гранату, уничтожая себя и окружающих немцев, что вызывает ужас и недоумение немецкого генерала.
Выжившие Коля и Павел впоследствии награждаются обороняющимися русскими войсками за то, что они задержали нацистов, идущих на Сталинград, дав время на укрепление обороны.
Завершающие фильм титры:

Я могу описать Россию одним словом. Оно символизирует героизм, высшее самопожертвование, преданность, самые благородные качества, которыми может обладать человек. Это слово — Сталинград
Оригинальный текст (англ.)«I can sum up Russia in one word. It stands for heroism, for supreme self-sacrifice, for devotion, for the most gallant qualities a man can possess. The word is Stalingrad»
— американский генерал Брехон Берк Сомервелл

## В ролях
- Стивен Мюллер — Томми Хадсон
- Скотти Беккет — Павел
- Мэри Лу Харрингтон — Надя
- Бобби Самарзич — Коля
- Конрад Биньон — Гриша
- Дональд Майо — Юрий
- Джон Венграф — немецкий майор
- Эрик Рольф — немецкий капитан
- Вильгельм фон Бринкен — немецкий генерал

В титрах не указаны:
- Луис Адлон — немецкий солдат
- Феликс Баш — немецкий солдат
- Фредерик Брунн — адъютант генерала
- Вилли Кастелло — немецкий сержант
- Рольф Линдау — немецкий сержант
- Уильям Маршалл — сержант
- Петер Майкл — немецкий солдат
- Фердинанд Шуман-Хейнк — немецкий часовой
- Игорь Долгорукий — русский командир
- Джон Артур Стоктон — русский лейтенант
- Михаэль Вестфаль — Иван

Дополнительно
Исполняющий главную роль — английского мальчика Томми — ребёнок-актёр Стивен Мюллер в определённом смысле играет камео — его отец-еврей, гамбургский адвокат, был арестован гестапо в 1938 году и отправлен в концлагерь Заксенхаузен, а мать-немка получила предписание стерилизовать двух своих «полуеврейских» сыновей, чтобы они могли бы продолжать «нормальную жизнь» в Германии. Но благодаря вмешательству влиятельных друзей его отец был через год освобождён, и за месяц до начала Второй мировой войны семья уехала в Англию, а в 1940 году в США.
Немецкого генерала играет актёр Вильгельм фон Бринкен — в прошлом настоящий немецкий шпион времён Первой мировой войны, пойманный в США, два года проведший в тюрьме Алькатрац, оставшийся в США после выхода на свободу и ставший актёром.
После съёмок фильма его режиссёр Сидней Салков был призван в армию, принял участие во Второй мировой войне: служил в Корпусе морской пехоты США в звании майора, был ранен.

## О фильме
Фильм вышел на экраны 20 мая 1943 года. По отзыву на IMDB от зрителя, видевшего этот фильм в ещё ребёнком во время его выхода в 1943 году — это был запоминающийся, оставляющий глубокое впечатление фильм, снятый на «зернистую» чёрно-белую плёнку воспринимался как кинохроника, что производило сильный эффект.
«Мальчик из Сталинграда» был одним из фильмов, снятых в США в 1943—1945 с целью продемонстрировать СССР в положительном ключе, как союзника, наряду с такими, как «Песнь о России» или «Миссия в Москву», которые затем в период «маккартизма» и последовавшей «холодной войны» были забыты и «вновь открыты» только в последнее время.